# فرانكلين مايرز
فرانكلين مايرز هو سياسي هولندي، ولد في 28 نوفمبر 1967 في سينت أوستاتيوس في هولندا. نشط حزبياً في United People's Party (Sint Maarten) ‏.